# Provincia dell'Uvs
La provincia dell'Uvs (in mongolo: Увс аймаг) è una suddivisione della Mongolia nord-occidentale che confina a nord con la Russia, ad est con la provincia del Zavhan, a sud con quella di Hovd e ad ovest con quella di Bajan-Ôlgij. La capitale è Ulaangom che aveva, al censimento del 2000, 26.319 abitanti.

## Popolazione
Il 60% della popolazione appartiene ai dôrvôd (Дөрвөд) (una delle quattro maggiori sub-tribù degli ojrad, Ойрад), il 15% è bajad (Баяд) e un altro 15% Halh (Халх). Vi sono poi anche tuvani, hoton (Хотон) e kazaki.
La popolazione è dedita all'allevamento, alla pastorizia e alla pesca in prossimità dei grandi laghi.

## Geografia fisica
Il territorio è ricoperto prevalentemente dalla taiga e dalla catena dei monti Han Hôhijn (Хан Хөхийн нуруу) che arriva ai 3.798 m e qui raggiunge la sua massima altezza. L'idrografia è caratterizzata da laghi salati molto estesi dal bacino endoreico e da corti fiumi, che sfociano negli stessi laghi. Il lago Uvs Nuur, che dà il nome alla provincia, è il più esteso della Mongolia, e il suo bacino è stato dichiarato Patrimonio dell'Umanità nel 2003. Il più grande lago d'acqua dolce della provincia invece è l'Ačit Nuur, che si trova a cavallo del confine con il Bajan-Ôlgij. Ci sono poi i laghi Hjargas nuur, Ajrag nuur e l'Ùùrėg nuur.

## Storia
Dopo la rivoluzione del 1921, il 21 novembre del 1925 il governo istituì il Čandman' uulyn ajmag (Чандмань уулын аймаг). La provincia comprendeva l'intera parte occidentale del paese (oggi: Uvs, Hovd e Bajan-Ôlgij). Nel 1931 dall'aimag Čandman' uulyn vennero separate le province di Hovd e Dôrvôd, quest'ultima fu rinominata Uvs nel 1933.

## Geografia antropica

### Suddivisioni amministrative
La provincia dell'Uvs è suddivisa nei seguenti distretti (sum):

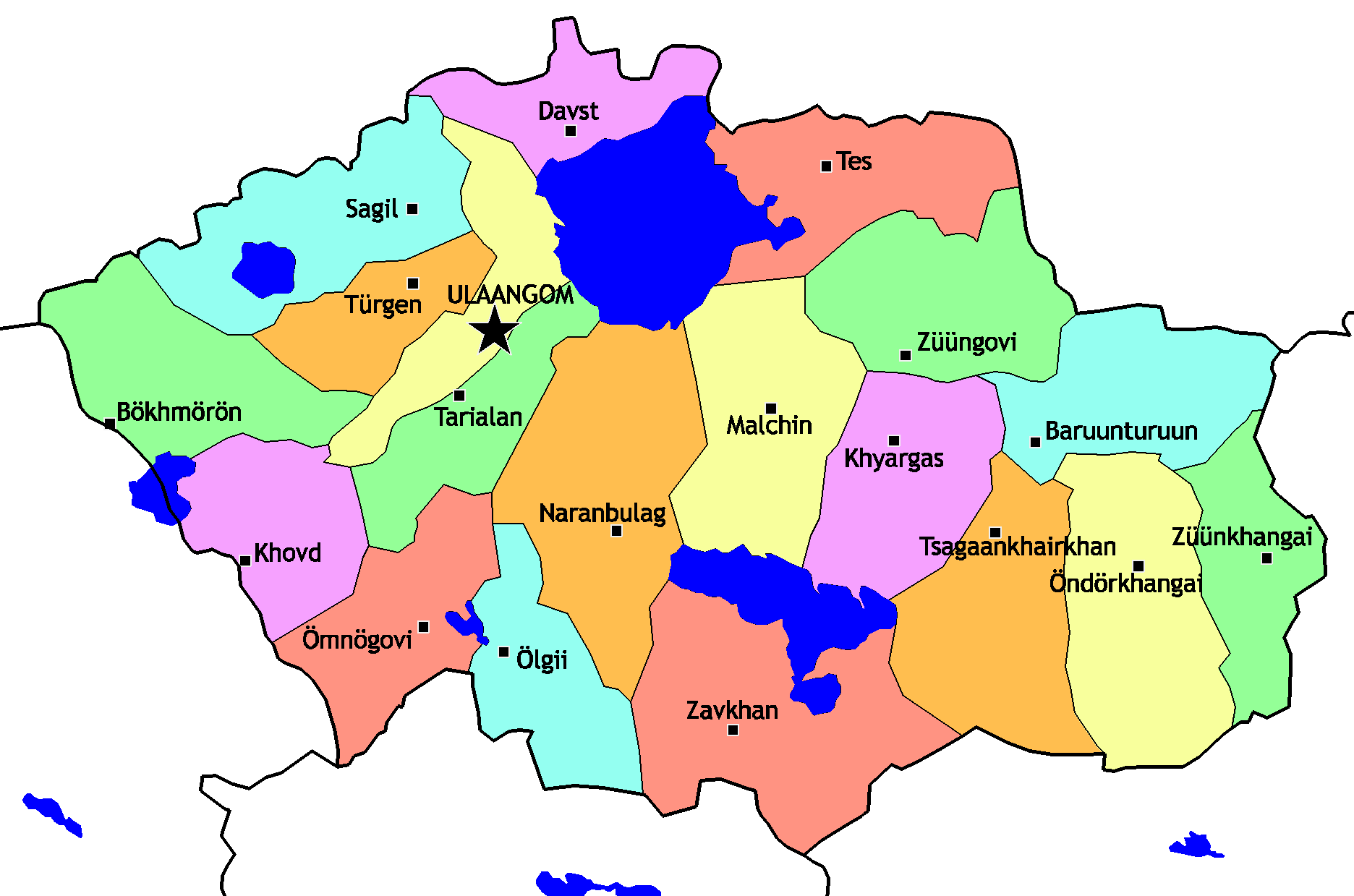
I sum della provincia dell'Uvs (nella traslitterazione anglosassone)

| Sum                        | Mongolo       | Popolazione 2003 | Popolazione 2005 | Popolazione 2007 | Popolazione 2008 | Popolazione centro amm. 2007 |
| -------------------------- | ------------- | ---------------- | ---------------- | ---------------- | ---------------- | ---------------------------- |
| Distretto di Baruunturuun  | Баруунтуруун  | 3.241            | 2.738            | 3.074            | 2.810            | 2.010                        |
| Distretto di Bôhmôrôn      | Бөхмөрөн      | 2.261            | 2.217            | 2.150            | 2.187            | 779                          |
| Distretto di Cagaanhajrhan | Цагаанхайрхан | 2.598            | 2.462            | 2.499            | 2.501            | 624                          |
| Distretto di Davst         | Давст         | 1.854            | 1.748            | 1.820            | 1.784            | 537                          |
| Distretto di Hjargas       | Хяргас        | 2.491            | 2.614            | 2.663            | 2.511            | 765                          |
| Distretto di Hovd          | Ховд          | 2.463            | 2.440            | 2.458            | 2.475            | 503                          |
| Distretto di Malčin        | Малчин        | 2.938            | 2.887            | 2.872            | 2.502            | 707                          |
| Distretto di Naranbulag    | Наранбулаг    | 4.881            | 4.935            | 4.893            | 4.658            | 1.044                        |
| Distretto di Ôlgij         | Өлгий         | 2.629            | 2.649            | 2.620            | 2.444            | 478                          |
| Distretto di Ômnôgov'      | Өмнөговь      | 4.335            | 4.526            | 4.503            | 4.336            | 1.034                        |
| Distretto di Ôndôrhangaj   | Өндөрхангай   | 3.588            | 3.640            | 3.768            | 3.779            | 930                          |
| Distretto di Sagil         | Сагил         | 2.245            | 2.245            | 2.336            | 2.343            | 1.015                        |
| Distretto di Tarialan      | Тариалан      | 5.137            | 5.115            | 4.499            | 4.004            | 1.393                        |
| Distretto di Tės           | Тэс           | 6.014            | 6.092            | 6.053            | 5.623            | 667                          |
| Distretto di Tùrgėn        | Түргэн        | 1.867            | 1.877            | 1.933            | 1.960            | 603                          |
| Ulaangom                   | Улаангом      | 26.940           | 25.339           | 24.071           | 24.167           | 21.406                       |
| Distretto di Zavhan        | Завхан        | 2.261            | 2.052            | 2.042            | 1.936            | 650                          |
| Distretto di Zùùngov'      | Зүүнговь      | 2.644            | 2.599            | 2.620            | 2.578            | 657                          |
| Distretto di Zùùnhangaj    | Зүүнхангай    | 2.725            | 2.749            | 2.599            | 2.586            | 618                          |

1. ↑  Capoluogo dell'aimag